# Christiaan Hendrik van Brandenburg-Bayreuth
Christiaan Hendrik van Brandenburg-Bayreuth (Bayreuth, 29 juli 1661 – Weferlingen, 5 april 1708) was titulair markgraaf van Brandenburg-Bayreuth. Hij behoorde tot het huis Hohenzollern.

## Levensloop
Christiaan Hendrik was de vierde zoon van George Albrecht van Brandenburg-Bayreuth uit diens eerste huwelijk met Maria Elisabeth, dochter van hertog Filips van Sleeswijk-Holstein-Sonderburg-Glücksburg.
Op 14 augustus 1687 huwde hij met Sophia Christiana (1667-1737), dochter van graaf Albrecht Frederik van Wolfstein. Zijn huwelijk werd door zijn familie aan het hof in Bayreuth echter beschouwd als een morganatisch huwelijk.
Vanaf 1694 woonde hij op uitnodiging van de regering van het markgraafschap Brandenburg-Ansbach in Schönberg bij Lauf, een in het landsgebied van de Rijksstad Neurenberg gelegen exclave. Slechts van een bescheidene apanage levend en met hoge schulden,  sloot hij in 1703 het Verdrag van Schönberg met koning Frederik I van Pruisen. Christiaan Hendrik deed afstand van zijn opvolgingsrecht in Brandenburg-Ansbach en Brandenburg-Bayreuth ten gunste van de Pruisische koning, die hem en zijn gezin in ruil een standsmatige verzorging moest garanderen en een nieuwe residentie schonk, het Slot van Weferlingen nabij Maagdenburg. In 1704 verhuisden Christiaan Hendrik en zijn gezin naar dat slot, waar hij in april 1708 op 46-jarige leeftijd overleed.
Na zijn dood zorgde zijn oudste zoon George Frederik Karel ervoor dat het Verdrag van Schönberg werd opgeheven. Dat gebeurde in 1722, na een lange en ingewikkelde juridische strijd. Daardoor kon hij in 1726 het markgraafschap Brandenburg-Bayreuth erven.

## Nakomelingen
Christiaan Hendrik en zijn echtgenote kregen veertien kinderen:
- George Frederik Karel (1688-1735), markgraaf van Brandenburg-Bayreuth
- Albrecht Wolfgang (1689-1734), generaal in het Keizerlijk Leger, sneuvelde tijdens de Poolse Successieoorlog
- Dorothea Charlotte (1691-1712), huwde in 1711 met graaf Karel Lodewijk van Hohenlohe-Weikersheim
- Frederik Emanuel (1692-1693)
- Christiana Henriette (1693-1695)
- Frederik Willem (1695)
- Christiana (1698)
- Christiaan August (1699-1700)
- Sophia Magdalena (1700-1770), huwde in 1721 met koning Christiaan VI van Denemarken
- Christina Wilhelmina (1702-1704)
- Frederik Ernst (1703-1762), stadhouder van het Sleeswijk-Holstein
- Maria Eleonora (1704-1705)
- Sophia Carolina (1707-1764), huwde met vorst George Albrecht van Oost-Friesland
- Frederik Christiaan (1708-1769), markgraaf van Brandenburg-Bayreuth

### Voorouders
| Kwartierstaat van Christiaan van Brandenburg-Bayreuth | Kwartierstaat van Christiaan van Brandenburg-Bayreuth                                                                           | Kwartierstaat van Christiaan van Brandenburg-Bayreuth                                                                           | Kwartierstaat van Christiaan van Brandenburg-Bayreuth                                                                           | Kwartierstaat van Christiaan van Brandenburg-Bayreuth                                                                           | Kwartierstaat van Christiaan van Brandenburg-Bayreuth                                                                           | Kwartierstaat van Christiaan van Brandenburg-Bayreuth                                                                           | Kwartierstaat van Christiaan van Brandenburg-Bayreuth                                                                           | Kwartierstaat van Christiaan van Brandenburg-Bayreuth                                                                           |
| ----------------------------------------------------- | --- | --- | --- | --- | --- | --- | --- | --- |
| Overgrootouders                                       | Johan Georg van Brandenburg (1525-1598) ∞ Elisabeth an Anhalt (1563-1607)                                                       | Johan Georg van Brandenburg (1525-1598) ∞ Elisabeth an Anhalt (1563-1607)                                                       | Albrecht Frederik van Pruisen (1553–1618) ∞ Maria Eleonora van Gulik (1550–1608)                                                | Albrecht Frederik van Pruisen (1553–1618) ∞ Maria Eleonora van Gulik (1550–1608)                                                | Johan van Sleeswijk-Holstein-Sonderburg (1545–1622) ∞ Elisabeth van Brunswijk-Grubenhagen (1550-1586)                           | Johan van Sleeswijk-Holstein-Sonderburg (1545–1622) ∞ Elisabeth van Brunswijk-Grubenhagen (1550-1586)                           | Frans II van Saksen-Lauenburg (1547–1619) ∞ Maria van Brunswijk-Wolfenbüttel (1566-1626)                                        | Frans II van Saksen-Lauenburg (1547–1619) ∞ Maria van Brunswijk-Wolfenbüttel (1566-1626)                                        |
| Grootouders                                           | Christiaan van Brandenburg-Bayreuth (1581-1655) ∞ Maria van Pruisen (1579-1649)                                                 | Christiaan van Brandenburg-Bayreuth (1581-1655) ∞ Maria van Pruisen (1579-1649)                                                 | Christiaan van Brandenburg-Bayreuth (1581-1655) ∞ Maria van Pruisen (1579-1649)                                                 | Christiaan van Brandenburg-Bayreuth (1581-1655) ∞ Maria van Pruisen (1579-1649)                                                 | Filips van Sleeswijk-Holstein-Sonderburg-Glücksburg (1584-1663) ∞ Sophia Hedwig van Saksen-Lauenburg (1601-1660))               | Filips van Sleeswijk-Holstein-Sonderburg-Glücksburg (1584-1663) ∞ Sophia Hedwig van Saksen-Lauenburg (1601-1660))               | Filips van Sleeswijk-Holstein-Sonderburg-Glücksburg (1584-1663) ∞ Sophia Hedwig van Saksen-Lauenburg (1601-1660))               | Filips van Sleeswijk-Holstein-Sonderburg-Glücksburg (1584-1663) ∞ Sophia Hedwig van Saksen-Lauenburg (1601-1660))               |
| Ouders                                                | George Albrecht van Brandenburg-Bayreuth (1619-1666) ∞ Maria Elisabeth van Sleeswijk-Holstein-Sonderburg-Glücksburg (1628-1664) | George Albrecht van Brandenburg-Bayreuth (1619-1666) ∞ Maria Elisabeth van Sleeswijk-Holstein-Sonderburg-Glücksburg (1628-1664) | George Albrecht van Brandenburg-Bayreuth (1619-1666) ∞ Maria Elisabeth van Sleeswijk-Holstein-Sonderburg-Glücksburg (1628-1664) | George Albrecht van Brandenburg-Bayreuth (1619-1666) ∞ Maria Elisabeth van Sleeswijk-Holstein-Sonderburg-Glücksburg (1628-1664) | George Albrecht van Brandenburg-Bayreuth (1619-1666) ∞ Maria Elisabeth van Sleeswijk-Holstein-Sonderburg-Glücksburg (1628-1664) | George Albrecht van Brandenburg-Bayreuth (1619-1666) ∞ Maria Elisabeth van Sleeswijk-Holstein-Sonderburg-Glücksburg (1628-1664) | George Albrecht van Brandenburg-Bayreuth (1619-1666) ∞ Maria Elisabeth van Sleeswijk-Holstein-Sonderburg-Glücksburg (1628-1664) | George Albrecht van Brandenburg-Bayreuth (1619-1666) ∞ Maria Elisabeth van Sleeswijk-Holstein-Sonderburg-Glücksburg (1628-1664) |
| Christiaan van Brandenburg-Bayreuth (1661-1708)       | | | | | | | | |

- Gemeinsame Normdatei: 100979440
- Virtual International Authority File: 7742462
- WorldCat: E39PBJqfMw6gPVmrcqCcyRCbBP